# Amalaraeus penicilliger
Amalaraeus penicilliger är en loppart som först beskrevs av Grube 1851.  Amalaraeus penicilliger ingår i släktet Amalaraeus och familjen fågelloppor.

## Underarter
Arten delas in i följande underarter:
- A. p. penicilliger
- A. p. kratochvili
- A. p. mustelae
- A. p. pedias
- A. p. pyrenaicus
- A. p. syrt
- A. p. vallis
- A. p. longidigitus